# الوفاء العظيم (فلم)
الوفاء العظيم فيلم مصري من إنتاج عام 1974، تأليف فيصل ندا وإخراج حلمي رفلة وبطولة نجلاء فتحي ومحمود ياسين وكمال الشناوي.

## قصة الفيلم
يقوم "حسين" بقتل "سها" التي تفضل الزواج من "رؤوف" رغم حبه لها. يتبني "رؤوف" الطفلة اليتيمة "ولاء" ليربيها حتى تشغله عن أحزانه. تمر السنوات ويعجب بها "عادل" ابن صديق العائلة، بينما يربط الحب بينها وبين "صفوت" ابن "حسين"، إلا أن "رؤوف" يرفض زواجهما ويعقد قرانها على "عادل". تنشب حرب أكتوبر 1973، ويشارك فيها "عادل" و"صفوت" وتربط بينهما الصداقة. يكتشف "عادل" حب "صفوت" ل"ولاء". يعودان بعد النصر لينسحب "عادل" من حياة "ولاء" ويقنع "روؤف" بزواجها من "صفوت".

## بطولة
- نجلاء فتحي
- محمود ياسين
- كمال الشناوي
- سمير صبري
- عبد المنعم إبراهيم
- مريم فخر الدين
- هالة الشواربي
- عزة كمال
- عفاف الباز
- حسين عسر

## روابط خارجية
- مقالات تستعمل روابط فنية بلا صلة مع ويكي بيانات